# 江苏省农业科学院
江苏省农业科学院是中华人民共和国江苏省的农业科学研究机构，是江苏省人民政府的直属事业单位，位于南京市玄武区钟灵街50号。

## 历史沿革
1932年，中央农业实验所成立。1950年与中央畜牧兽医实验所、中央农业实验所和棉产改进处等单位合并成华东农业科学研究所。1958年更名为中国农业科学院华东农业科学研究所。1959年改名为中国农业科学院江苏分院。1977年改名为江苏省农业科学院。